# Glòria Casals i Nogués
Glòria Casals i Nogués (Barcelona, Barcelonès, 1954) és una historiadora de la literatura i professora universitària catalana.
Ha estat professora a la Universitat de Barcelona. Als anys vuitanta publicà, conjuntament amb Ramon Pinyol, Manuel Llanas i Llorenç Soldevila, el manual de literatura Solc: literatura catalana amb textos comentats, l'antologia literària Garba: antologia de textos literaris catalans, a més d'altres textos.